# Fiorenzo Angelini
Fiorenzo Angelini (født 1. august 1916 i Rom i Italien, død 22. november 2014) var en af den katolske kirkes kardinaler. Han var tidligere præsident for det pavelige råd for helsearbejdere (1989–1996). Han blev kreeret til kardinal i 1991. 